# Saljut 5
Saljut 5 (ryska: Салют-5) eller OPS-3, var en sovjetisk rymdstation. Den sköts upp med en Protonraket från Kosmodromen i Bajkonur den 22 juni 1976.
Den var den tredje och sista stationen i Almaz-serien. Stationen var nästan en exakt kopia av Saljut 3.
Rymdstationen återinträdde i jordens atmosfär den 8 augusti 1977 och brann upp.

## Farkoster som besökt stationen
| Farkost  | Dockning                                    | Besättning                                     |
| -------- | ------------------------------------------- | ---------------------------------------------- |
| Sojuz 21 | 7 juli, 13:40:13 - 24 augusti 1976, 15:12   | Boris V. Volynov Vitalij M. Zjolobov           |
| Sojuz 23 | oktober 1976                                | Vjatjeslav D. Zudov Valerij I. Rozjdestvenskij |
| Sojuz 23 | Dockning misslyckades                       |                                                |
| Sojuz 24 | 8 februari, 17:38 - 25 februari 1977, 06:21 | Viktor Gorbatko Jurij Glazkov                  |

### Fotnoter
1. ↑  ”NASA Space Science Data Coordinated Archive” (på engelska). NASA. https://nssdc.gsfc.nasa.gov/nmc/spacecraft/display.action?id=1976-057A. Läst 22 mars 2020.
2. ↑  Manned Astronautics - Figures & Facts Arkiverad 16 augusti 2016 hämtat från the Wayback Machine., läst 15 juli 2016.